# Аль-Азем, Халед
Халед Бей Аль-Азем (Халид аль-Азм, араб. خالد العظم‎; 1903, Дамаск, Османская империя — 18 ноября 1965, Бейрут, Ливан) — сирийский политический деятель, шесть раз занимавший пост премьер-министра; и.о. президента Сирии (1941).

## Биография
Являлся членом одной из самых видных политических семей в Сирии и сыном османского министра по делам религии.
В 1923 году окончил юридический факультет Дамасского университета.
С 1925 года — член городского правительства. В это время он также активно управлял состояниями своей семьи по всей стране.
В 1930-х годах сближается с ведущими членами антиколониального Национального блока, такими как будущие президенты Хашим Халид аль-Атаси и Шукри аль-Куатли.
В 1941 году французские колониальные власти назначили его премьер-министром и исполняющим обязанности президента. Однако через 5 месяцев он был заменён более лояльным французам Тадж эд-Дином аль-Хасани.
В 1943—1947 годах — работал в парламенте и правительстве. В 1945 году безуспешно боролся против намерения президента Шукри аль-Куатли изменить конституцию, чтобы получить возможность баллотироваться на очередной президентский срок.
В 1947—1948 годах — посол во Франции.
В 1948—1949 годах — премьер-министр Сирии. На этом посту пытался получить финансовую помощь Франции и США, вёл активную дипломатическую работу. Однако его деятельность натолкнулась на недовольство военных, в первую очередь начальника штаба сирийской армии Хусни аз-Заима.
После организованного генералом аз-Заимом государственного переворота 1949 года аль-Азем и президент аль-Куатли были арестованы. Однако через 5 месяцев аль-Азем становится сначала депутатом парламента, затем — министром финансов.
В 1949—1950 и в 1951 годах — вновь премьер-министр Сирии. На этом посту наложил эмбарго на импорт ливанских товаров, чтобы не допустить коллапс сирийской промышленности. При этом он вызывал недовольство многих влиятельных политических сил в стране. Конфликт с военными был обусловлен тем, что аль-Азем отказывался назначать их ставленников в любом из своих кабинетов. Прохашимитские круги были недовольны его осторожным отношением к союзу с Ираком. Социалисты не доверяли ему из-за его аристократического происхождения и богатства.
В 1951—1954 годах уходит из публичной политики в знак протеста против свержения демократического правительства Адибом аш-Шишакли.
В 1956—1958 годах — министр обороны. На этом посту он стремился к улучшению отношений с СССР, неоднократно посещал Советский Союз, чтобы получить займы, заключить экономические договоры. В США эта деятельность вызвала возмущение и он был прозван «Красным миллионером».
В 1958 году выступил против союза с Египтом и создания Объединённой Арабской Республики, считая, что Гамаль Абдель Насер разрушит демократическую политическую систему Сирии и рыночную экономику. В 1958—1961 годах он вновь уходит из политики и переезжает в Ливан.
После распада ОАР вернулся в Сирию, пытался занять пост главы администрации президента, но этому помешали военные. Вновь становится депутатом парламента. После неудачной попытки государственного переворота в 1962 году в шестой раз назначается премьер-министром Сирии. В этот период он стремился очистить армию от лояльных Насеру элементов и отказаться от национализации, проводимой в период существования ОАР.
Однако в 1963 году произошёл новый государственный переворот, на этот раз организованный партией Баас, и аль-Азем вместе с президентом Назимом аль-Кудси бежали из страны.
Последние годы жизни аль-Азем жил в Бейруте, испытывая финансовые затруднения, поскольку его сирийские капиталы были экспроприированы баасистами.